# Наджафабад (Аштіан)
Наджафабад (перс. نجفاباد) — село в Ірані, у дегестані Сіявашан, у Центральному бахші, шахрестані Аштіан остану Марказі. За даними перепису 2006 року, його населення становило 213 осіб, що проживали у складі 76 сімей.

## Клімат
Середня річна температура становить 13,28 °C, середня максимальна – 32,44 °C, а середня мінімальна – -10,00 °C. Середня річна кількість опадів – 257 мм.
| Клімат поселення                              | Клімат поселення | Клімат поселення | Клімат поселення | Клімат поселення | Клімат поселення | Клімат поселення | Клімат поселення | Клімат поселення | Клімат поселення | Клімат поселення | Клімат поселення | Клімат поселення | Клімат поселення |
| Показник                                      | Січ.             | Лют.             | Бер.             | Квіт.            | Трав.            | Черв.            | Лип.             | Серп.            | Вер.             | Жовт.            | Лист.            | Груд.            |                  |
| Середній максимум, °C                         | 8,55             | 11,18            | 16,58            | 22,30            | 26,60            | 31,42            | 32,44            | 31,79            | 27,96            | 22,21            | 15,99            | 9,52             |                  |
| Середня температура, °C                       | −0,73            | 1,89             | 7,29             | 13,00            | 17,32            | 22,13            | 25,54            | 24,89            | 21,06            | 15,30            | 9,10             | 2,62             |                  |
| Середній мінімум, °C                          | −10              | −7,41            | −2               | 3,72             | 8,03             | 12,85            | 18,64            | 18,00            | 14,15            | 8,41             | 2,19             | −4,27            |                  |
| Норма опадів, мм                              | 36               | 36               | 47               | 33               | 27               | 4                | 1                | 1                | 0                | 11               | 24               | 37               |                  |
| Середньомісячна швидкість вітру, м/с          | 1.66             | 2.00             | 2.83             | 2.91             | 2.66             | 2.50             | 2.62             | 2.40             | 2.20             | 2.20             | 1.96             | 1.31             |                  |
| Середньомісячна сонячна радіація, кДж/м²·день | 9159             | 12454            | 14894            | 18367            | 22348            | 26824            | 25995            | 24036            | 20938            | 15468            | 11021            | 9014             |                  |
| --------------------------------------------- | ---------------- | ---------------- | ---------------- | ---------------- | ---------------- | ---------------- | ---------------- | ---------------- | ---------------- | ---------------- | ---------------- | ---------------- | ---------------- |
| Джерело:                                      |                  |                  |                  |                  |                  |                  |                  |                  |                  |                  |                  |                  |                  |